# Itonamas
Itonamas (spanska: Río Itonamas) är en flod i Bolivia som rinner norrut från San Luis-sjön i departementet Beni. 
Itonamas mynnar ut i Machupofloden som längre ner utgör en biflod till Guaporéfloden. Vid floden hittades de första exemplaren av den sällsynta pungråttan Monodelphis kunsi.